# Romano Ferrara
Romano Ferrara va ser un director de cinema i guionista italià.

## Biografia
Ferrara va aparèixer per primera vegada l'any 1961 quan va presentar una de les primeres pel·lícules de ciència-ficció italianes amb I pianeti contro di noi. Tres anys més tard va dirigir dues novel·les policíaques i el 1967 una pel·lícula d'aventures ambientada a la selva. Exceptuant el seu debut, sempre va treballar sota pseudònims. Ferrara també va escriure tres guions per a altres pel·lícules, dels quals no hi ha informació fiable després de 1969.

## Filmografia
- 1961: I pianeti contro di noi
- 1964: Crimine a due (com Roy Freemount)
- 1964: Intrigo a Las Angeles (com Roy Freemount)
- 1967: Gungala la vergine della giungla (com Mike Williams)